# Портчестерский замок
Портчестерский замок (англ. Portchester Castle) — средневековая крепость, построенная в стенах римского форта Portus Adurni на Саксонском берегу в Портчестере (графство Гэмпшир на юге Англии).

## История
До нормандского завоевания в Портчестере было три поместья. Нет точных упоминаний о форте или замках, но одно из этих поместий, должно быть, было сосредоточено на римском форте. Донжон, вероятно, был построен в конце XI века как баронский замок. После Нормандского завоевания Англии поместье было подарено одному из соратников Вильгельма Завоевателя — Уильяму Модуиту — наряду с другими землями в Портсмуте. Модуит, к моменту свей смерти в 1100 году, успел заложить внутренний замок или внутренний двор к северо-западному углу. После кончины Уильяма Модуита его земли перешли к сыну Роберту. Но тот скоропостижно погиб в 1120 году в результате кораблекрушения. Дочь и единственная наследница Роберта вышла замуж за Уильяма Рон де Л’арша, сумевшего занять должность шерифа Гэмпшира во время правления Генриха I.
В 1154 году Портчестерский замок перешёл во владение Короны. Генрих II останавливался здесь несколько раз, когда ему необходимо было посетить свои обширные территории во Франции. Замок оставался во владении Короны в течение нескольких столетий, и был излюбленным охотничьим домиком короля Иоанна. Также, замок использовался в качестве тюрьмы для важных пленников, и в качестве убежища при отправке казны во Францию (1163). Он был осаждён и захвачен французами в 1216 году, но вскоре после этого вернулся под английский контроль .

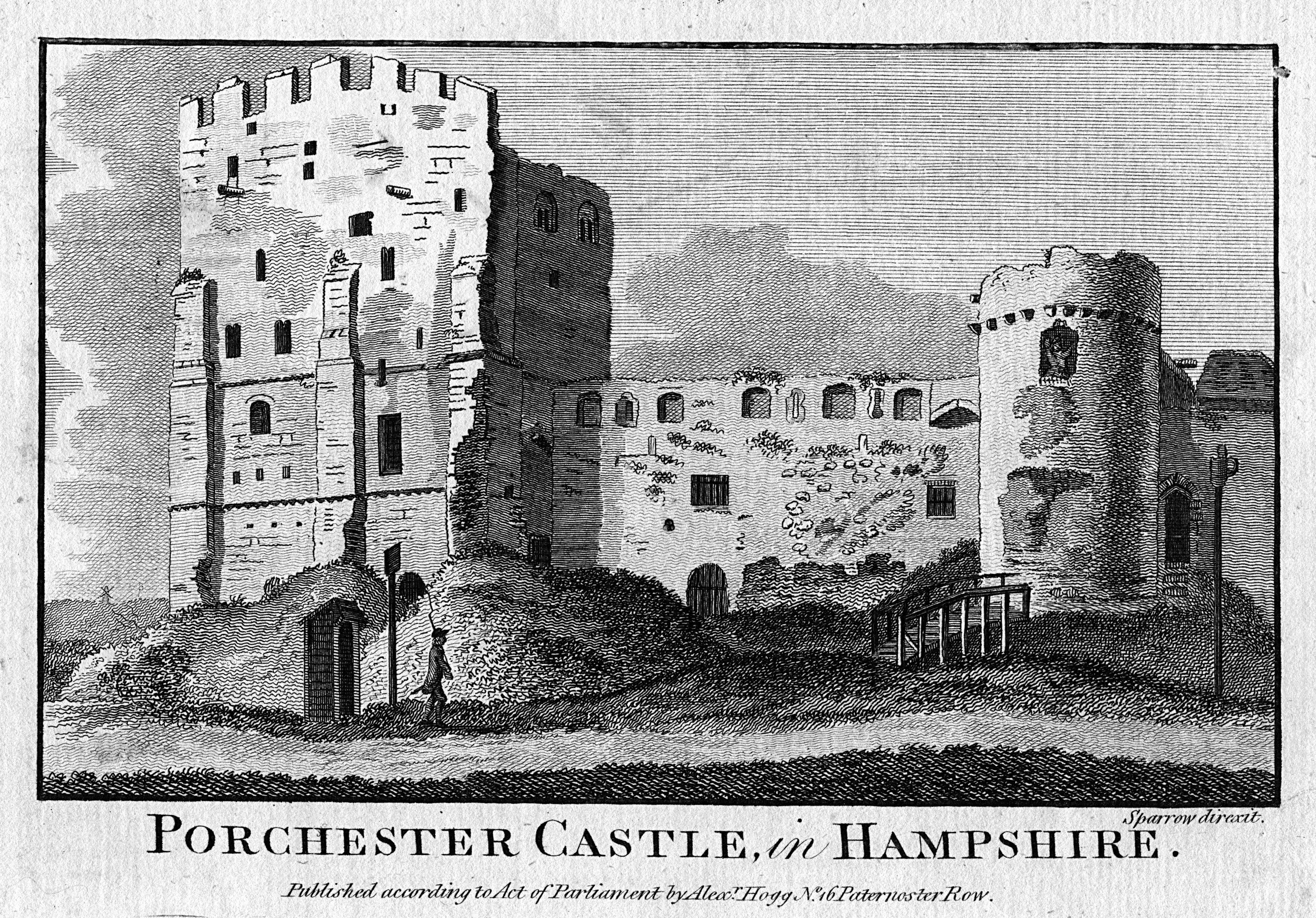
Портчестерский замок (1786)

Занимая стратегически выгодное положение в Портсмут-Харбор, в средневековый период Портчестер был важным портом. Из замка отплыло нескольких французских кампаний под командованием королей Англии. В ожидании французского вторжения в первой четверти XIV века Эдуард II потратил 1100 фунтов стерлингов на ремонт и укрепление Портчестерского замка. В замке король Генрих V узнал о заговоре против него и тут же приказал задержать заговорщиков. Об этом рассказывается в пьесе Шекспира «Генрих V». Позже замок использовался как тюрьма.
Сегодня замок Портчестер является памятником древности и является памятником архитектуры I степени. Замок находится в ведении комиссии «Английское наследие» и открыт для посетителей круглый год. Нормандская церковь Святой Марии на территории замка входит в англиканскую епархию Портсмута.